# Débora Izaguirre
Débora Izaguirre es una actriz española. Ha trabajado tanto en teatro como en series de televisión, destacando las obras La dama duende, entre 2000 y 2001, o El avaro, entre 1997 y 1998. Respecto a las series, la hemos podido ver en Farmacia de guardia, en 1993, Hermanos de leche, en 1994, Turno de oficio, en 1995, Menudo es mi padre, en 1996, Hospital Central y El comisario o El inquilino, en 2004.

## Nominaciones
En el año 2005, fue nominada a los Premios de la Unión de Actores como mejor actriz protagonista de televisión gracias a la serie de televisión El inquilino.

## Televisión
- 700 euros, diario secreto de una call girl 2007
- El inquilino 2004 (protagonista)
- Arrayán 2004
- El comisario (personaje episódico)
- Hospital Central (personaje episódico)
- El Marqués de Sotoancho (2000)
- Calle nueva (1999)
- Menudo es mi padre (1996) (personaje episódico)
- Éste es mi barrio (1996)
- Turno de oficio II (1995) (personaje episódico)
- Colegio Mayor (1995)
- Se alquila (1994)
- The waderer (1994)
- Hermanos de leche (1994)
- Farmacia de guardia (1993) (personaje episódico)
- El joven Picasso (1993)

## Teatro
- A otra cosa mariposa - 2007
- Fina y segura, el musical - 2004
- La dama duende, de Calderón de la Barca - 2000-2001
- El avaro, de Molière - 1997-1998
- La familia interrumpida (Luis Cernuda) - 1996
- Sol ulcerado - 1993
- Don Juan último  - 1992